# Pteris scabripes
Pteris scabripes là một loài dương xỉ trong họ Pteridaceae. Loài này được Wall. ex Ag. mô tả khoa học đầu tiên..
Danh pháp khoa học của loài này chưa được làm sáng tỏ. 